# Zach Jackson
Zachary Thomas Jackson (né le 13 mai 1983 à Greensburg, Pennsylvanie, États-Unis) est un ancien lanceur gaucher de la Ligue majeure de baseball qui évolue en 2006 et 2008 pour les Brewers de Milwaukee, puis en 2008 et 2009 pour les Indians de Cleveland.

## Carrière

### Scolaire et universitaire
Lycéen à la Seneca Valley High School (Pennsylvanie), il repousse l'offre des White Sox de Chicago (2001). Il commence ses études universitaires à l'Université de Louisville et les achève à Texas A&M. 

### Professionnelle
Choisi par les Toronto Blue Jays en 2004 au premier tour de la draft, il est échangé aux Milwaukee Brewers avec lesquels il fait ses débuts en Ligue majeure le 4 juin 2006. Il prend part à 8 matchs en 2006 (7 comme lanceur partant) pour 2 victoires et 2 défaites. Relégué toute la saison 2007 en Triple-A avec les Nashville Sounds, il retrouve la Ligue majeure en 2008 avec 11 rencontres (9 comme lanceur partant) avec les Blue Jays avant d'être échangé aux Cleveland Indians le 7 juillet 2008. Jackson profite du départ de Paul Byrd en fin de saison pour trouver une place dans la rotation des lanceurs partants des Indians. Il joue 9 matchs comme lanceur partant pour 2 victoires et 3 défaites. Il dispute 3 parties des Indians la saison suivante, dont sa dernière dans les majeures le 27 mai 2009.
Jackson est échangé le 9 janvier 2010 aux Blue Jays de Toronto contre un joueur à nommer ultérieurement. Il se contente d'évoluer en Triple-A en 2010 au sein des Las Vegas 51s, club affilié à l'organisation des Blue Jays, avec 35 matchs joués, dont cinq comme lanceur partant, pour deux victoires et trois défaites et une moyenne de points mérités de 5,64. Le 6 janvier 2011, Jackson paraphe un contrat de ligues mineures chez les Rangers du Texas. Il joue en ligues mineures avec des clubs affiliés aux Rangers en 2012, aux Royals de Kansas City en 2013, puis aux Nationals de Washington en 2014, avant de se tourner en 2015 vers le baseball indépendant.

## Statistiques
| Saison | Équipe    | G  | GS | CG | SHO | V | D | SV | IP    | SO | ERA  |
| ------ | --------- | -- | -- | -- | --- | - | - | -- | ----- | -- | ---- |
| 2006   | Milwaukee | 8  | 7  | 0  | 0   | 2 | 2 | 0  | 38.1  | 22 | 5,40 |
| 2008   | Milwaukee | 2  | 0  | 0  | 0   | 0 | 0 | 0  | 3.2   | 1  | 4,91 |
| 2008   | Cleveland | 9  | 9  | 0  | 0   | 2 | 3 | 0  | 54.2  | 30 | 5,60 |
| 2009   | Cleveland | 3  | 1  | 0  | 0   | 0 | 0 | 0  | 8.2   | 10 | 9,35 |
| Totaux | Totaux    | 22 | 17 | 0  | 0   | 4 | 5 | 0  | 105.1 | 63 | 5,81 |

Note : G = Matches joués ; GS = Matches comme lanceur partant ; CG = Matches complets ; SHO = Blanchissages ; 
V = Victoires ; D = Défaites ; SV = Sauvetages ; IP = Manches lancées ; SO = Retraits sur des prises ; ERA = Moyenne de points mérités.